# Wiener Kreis
Der Wiener Kreis des Logischen Empirismus war eine Gruppe Intellektueller aus den Bereichen der Philosophie, der Naturwissenschaften, Sozialwissenschaften, der Mathematik und Logik, die sich von 1924 bis 1936 unter der Leitung von Moritz Schlick regelmäßig in Wien trafen.

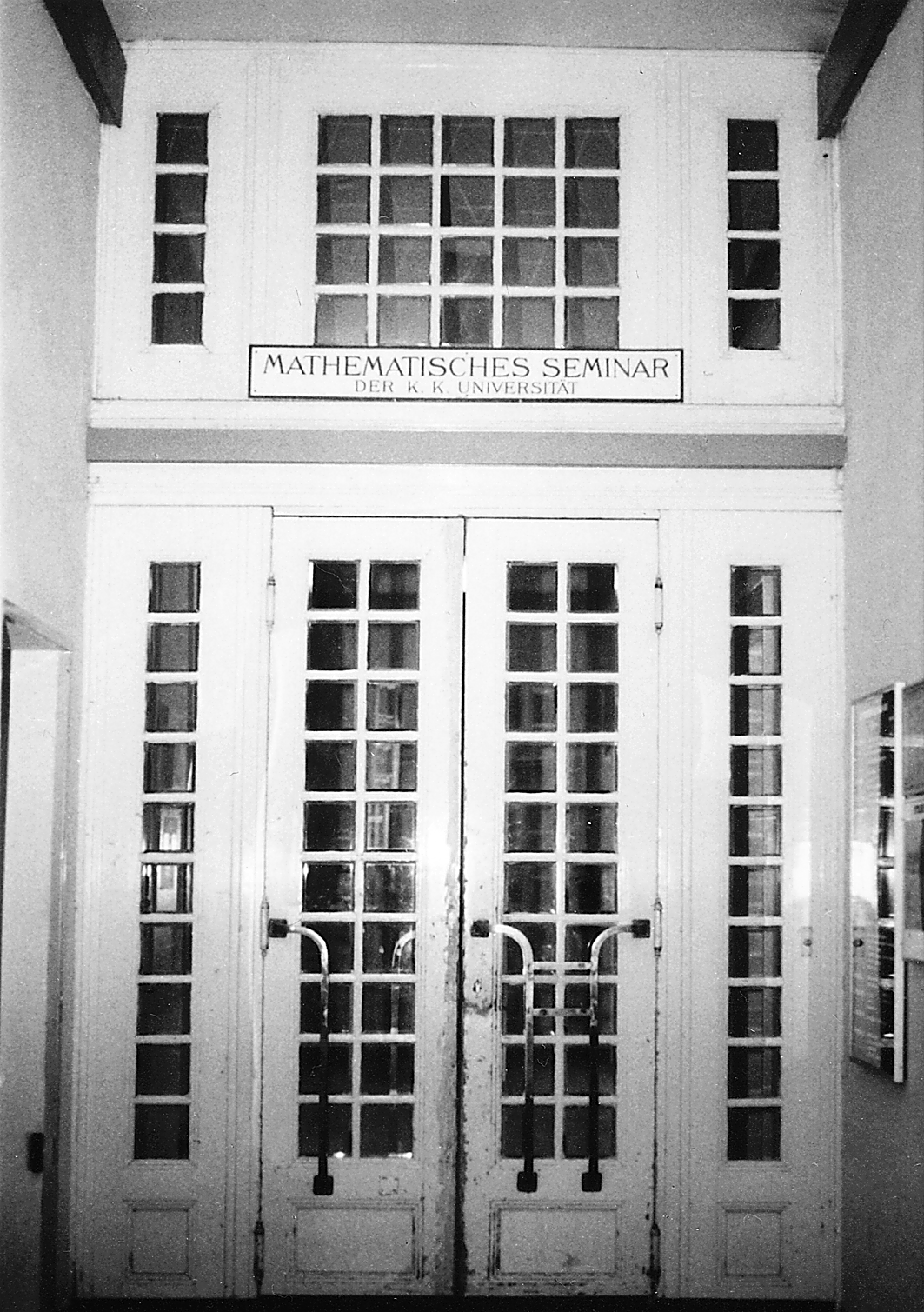
Eingangstür des Mathematischen Seminars der Universität Wien, Boltzmanngasse. Treffpunkt des Wiener Kreises.

## Überblick
Zum Kern der Gruppe zählten neben Schlick Hans Hahn, Philipp Frank, Otto Neurath, Rudolf Carnap, Herbert Feigl, Richard von Mises, Karl Menger, Kurt Gödel, Friedrich Waismann, Felix Kaufmann, Victor Kraft und Edgar Zilsel. Zu den gelegentlichen Besuchern des Wiener Kreises gehörten Alfred Tarski, Hans Reichenbach, Carl Gustav Hempel, Willard Van Orman Quine, Ernest Nagel, Alfred Jules Ayer, Frank P. Ramsey. Auch Ludwig Wittgenstein und Karl Popper standen in engem Kontakt zum Wiener Kreis, nahmen selbst aber nie an den Treffen des Schlick-Zirkels teil.
Die philosophische Position des Wiener Kreises wurde als Logischer Empirismus, Logischer Positivismus oder Neopositivismus bezeichnet. Beeinflusst wurde sie durch Ernst Mach, David Hilbert, den französischen Konventionalismus (Henri Poincaré und Pierre Duhem), Gottlob Frege, Bertrand Russell und Ludwig Wittgenstein. Innerhalb des Wiener Kreises herrschte ein Pluralismus philosophischer Positionen. Die Teilnehmer verband aber der Versuch einer Verwissenschaftlichung der Philosophie mit den Mitteln der modernen Logik und das Bekenntnis zu den Werten der Aufklärung. Vorherrschende Themen waren die Grundlagendebatten in den Natur- und Sozialwissenschaften, der Mathematik und Logik, die Aktualisierung des Empirismus durch die moderne Logik, die Suche nach einem „empiristischen Sinnkriterium“, die Kritik der Metaphysik und die Verbindung der Wissenschaften im Rahmen einer Enzyklopädie der „Einheitswissenschaft“.
Der Wiener Kreis trat öffentlich in Erscheinung durch die Publikation mehrerer Schriftenreihen (die Buchreichen Schriften zur wissenschaftlichen Weltauffassung, Einheitswissenschaft, die Zeitschrift Erkenntnis) und die Organisation internationaler Konferenzen (u. a. in Prag, Königsberg, Paris, Kopenhagen, Cambridge, UK und Cambridge, Mass.). Im Rahmen des Vereins Ernst Mach waren Mitglieder des Wiener Kreises auch in der Volksbildung aktiv.
Im Zuge des Austrofaschismus und der späteren Machtergreifung der Nationalsozialisten waren viele Mitglieder des Wiener Kreises zur Emigration gezwungen. Die Ermordung Schlicks 1936 durch den ehemaligen Dissertanten Hans Nelböck markiert das faktische Ende des Wiener Kreises.
Die Arbeiten, die im Umfeld des Wiener Kreises entstanden, hatten einen großen Einfluss auf die Entwicklung der Wissenschaftsphilosophie und der Analytischen Philosophie bis zur Gegenwart.

## Geschichte
Die Geschichte und Entwicklung des Wiener Kreises kann in mehrere Phasen eingeteilt werden:

### Der „erste Wiener Kreis“ (1907–1912)
Bereits vor dem Ersten Weltkrieg gab es eine informelle Diskussionsrunde, zu der sich die späteren Wiener-Kreis-Mitglieder Hans Hahn, Philipp Frank, Otto Neurath trafen. Diskutiert wurden unter anderem Grundlagenprobleme der modernen Mathematik und Naturwissenschaften, die (Un-)Wissenschaftlichkeit der Philosophie und die Erneuerung des Empirismus in Verbindung mit dem französischen Konventionalismus und den Mitteln der modernen Logik. Behandelt wurden dabei Autoren wie Mach, Duhem, Poincaré, Brentano, Meinong, Husserl, Freud, Russell, Whitehead, Lenin und Frege. Spätestens der Erste Weltkrieg setzte dieser ersten Phase ein Ende.

### Die Konstituierungsphase (1918–1924)
Die Konstituierung des Wiener Kreises begann 1921 mit der Rückkehr Hans Hahns nach Wien. Hahn veranstaltete gemeinsam mit dem Mathematiker Kurt Reidemeister Seminare zu Ludwig Wittgensteins Tractatus logico-philosophicus und zur Principia Mathematica von Whitehead und Russell. 1922 gelang mit Unterstützung Hahns die Berufung von Moritz Schlick nach Wien auf den Lehrstuhl für Naturphilosophie, den vor ihm Ernst Mach innegehabt hatte und an dem zeitweise auch Ludwig Boltzmann unterrichtet hatte.
Unmittelbar nach seiner Ankunft organisierte Schlick gemeinsame Diskussionskreise mit den Mathematikern um Hahn. Ab dem Wintersemester 1924/1925 wurde schließlich auf Vorschlag von Schlicks Studenten Friedrich Waismann und Herbert Feigl ein donnerstäglicher „Abendkreis“ eingerichtet, zu dem Schlick persönlich in das Mathematische Institut in der Wiener Boltzmanngasse 5 einlud. Diese Treffen können als „Geburtsstunde“ des späteren „Wiener Kreises“ betrachtet werden.

### Die nichtöffentliche Phase des Wiener Kreises – Der Schlick-Kreis (1924–1928)
Die seit 1924 bestehenden wöchentlichen interdisziplinären Diskussionsrunden setzten sich aus unterschiedlichen Teilnehmern zusammen: Es nahmen daran sowohl arrivierte Forscher, jüngere Dozenten als auch Studierende und Doktoranden teil. Hinzu kamen geladene Gäste aus dem Ausland.
1926 wurde Rudolf Carnap auf Betreiben Schlicks als Privatdozent nach Wien geholt. Carnaps Logischer Aufbau der Welt wurde im Kreis intensiv diskutiert.
Daneben wurde Wittgensteins Tractatus logico-philosophicus laut vorgelesen und debattiert. Seit 1927 bestanden zudem persönliche Kontakte zu Wittgenstein und es kam zu Treffen mit Schlick, Waismann, Carnap und Feigl.

### Öffentliche Phase – Schlick-Kreis undVerein Ernst Mach(1928–1934)
Mit der Gründung des Vereins Ernst Mach 1928 und der Publikation der Programmschrift Wissenschaftliche Weltauffassung. Der Wiener Kreis 1929 trat der Wiener Kreis an die Öffentlichkeit. Ziel des Vereins Ernst Mach, zu dessen Vorsitzenden Schlick gewählt wurde, war die Popularisierung „wissenschaftlicher Weltauffassung“ durch Vortragstätigkeit, an der sich Mitglieder des Wiener Kreises aktiv beteiligten.
1929 trat der Wiener Kreis schließlich erstmals unter diesem Namen – die Bezeichnung stammt von Otto Neurath – mit der Programmschrift Wissenschaftliche Weltauffassung. Der Wiener Kreis auf. Dieses Manifest wurde anlässlich der im Herbst 1929 in Prag stattfindenden „Tagung für Erkenntnislehre der exakten Wissenschaften“ vorgestellt. Diese Tagung, die gemeinsam vom Verein Ernst Mach und der Berliner Gesellschaft für Empirische Philosophie veranstaltet wurde, war der erste internationale Auftritt der Logischen Empiristen und die erste einer Reihe internationaler Konferenzen, an deren Organisation Mitglieder des Wiener Kreises beteiligt waren. Es folgten weitere Tagungen, die sich bis in die Jahre der Emigration fortsetzten: 1930 in Königsberg, 1934 in Prag, 1935 in Paris, 1936 in Kopenhagen, 1938 in Cambridge (England), 1939 in Cambridge (USA) und 1941 in Chicago.
1930 übernahmen der Wiener Kreis und die Berliner Gruppe zudem die Zeitschrift Annalen der Philosophie und führten sie unter dem Titel Erkenntnis, herausgegeben von Carnap und Reichenbach, als zentrale Publikationsplattform des Logischen Empirismus weiter. Die Publikationstätigkeit des Wiener Kreises wurde ergänzt durch die Buchreihen Schriften zur wissenschaftlichen Weltauffassung (herausgegeben von Schlick und Frank, 1928–1937), Einheitswissenschaft (herausgegeben von Neurath, 1933–1939), und später – bereits in der Emigration – die International Encyclopedia of Unified Science (mit Neurath als Hauptherausgeber, Carnap und Charles W. Morris als Nebenherausgeber, insgesamt von 1938 bis 1970).

### Desintegration, Emigration, Internationalisierung (1934–1938)
Seit Anfang der Dreißigerjahre zeigten sich aus politischen, weltanschaulichen und rassistischen Gründen erste Anzeichen einer Desintegration: Herbert Feigl verließ Österreich 1930, Carnap wurde 1931 nach Prag berufen und ging 1935 nach Chicago.
Eine Zäsur markiert das Jahr 1934: Hahn starb an den Folgen einer Operation, Neurath musste im Zusammenhang mit dem Austrofaschismus nach Holland emigrieren und in Wien wurde der Verein Ernst Mach vom Schuschnigg-Regime aufgelöst.
Das faktische Ende des Wiener Kreises kam durch die Ermordung Schlicks durch seinen ehemaligen Dissertanten Hans Nelböck aus persönlicher und weltanschaulicher Gegnerschaft.
Danach wurden noch sporadisch weitere Treffen mit Kraft, Waismann, Zilsel, Menger und Gomperz veranstaltet. Der „Anschluss“ Österreichs an Nazi-Deutschland bedeutete das endgültige Verschwinden des Wiener Kreises aus Österreich.
Mit der Emigration ging eine Internationalisierung des Logischen Empirismus einher. Viele ehemalige Mitglieder emigrierten in den angloamerikanischen Raum und nahmen dort Einfluss auf die weitere Entwicklung der Wissenschaftsphilosophie. Bezeichnend für die Internationalisierung ist auch die vor allem von Neurath, Carnap und Morris getragene Unity-of-Science-Bewegung zum Aufbau einer International Encyclopedia of Unified Science, die maßgeblich an der Organisation der angeführten Kongresse beteiligt war und die International Encyclopedia of Unified Science publizierte.

### Die Mitglieder des Wiener Kreises im Überblick
Abgesehen von den zentralen Protagonisten des Schlick-Zirkels ist die Zurechnung zum Wiener Kreis in vielen Fällen offen. Die Aufteilung in „Mitglieder“ und „dem Wiener Kreis nahestehende Autoren“ in der Programmschrift von 1929 ist eine „Momentaufnahme“. Abhängig von den verwendeten Kriterien (Häufigkeit des Besuchs, inhaltliche Nähe) können sich unterschiedliche Zurechnungen zu Kern oder Umfeld des Kreises ergeben. In der folgenden Auflistung (in alphabetischer Reihenfolge) wurde der „Kern“ nach dem Kriterium der Häufigkeit der Teilnahme am Schlick-Zirkel bestimmt. In der „Peripherie“ finden sich gelegentliche Besucher, ausländische Gäste und intellektuelle Bezugspersonen des Kreises:
Kern: Gustav Bergmann, Rudolf Carnap, Herbert Feigl, Philipp Frank, Kurt Gödel, Hans Hahn, Olga Hahn-Neurath, Béla Juhos, Felix Kaufmann, Victor Kraft, Karl Menger, Richard von Mises, Otto Neurath, Rose Rand, Josef Schächter, Moritz Schlick, Friedrich Waismann, Edgar Zilsel.
Peripherie:  Alfred Jules Ayer, Egon Brunswik, Karl Bühler, Josef Frank, Else Frenkel-Brunswik, Heinrich Gomperz, Carl Gustav Hempel, Eino Kaila, Hans Kelsen, Charles W. Morris, Arne Naess, Karl Raimund Popper, Willard Van Orman Quine, Frank P. Ramsey, Hans Reichenbach, Kurt Reidemeister, Alfred Tarski, Olga Taussky-Todd, Oskar Morgenstern, Ludwig Wittgenstein.

## Themen und Debatten
Der Wiener Kreis kann nicht auf eine philosophische Position festgelegt werden. Einerseits gab es innerhalb des Kreises viele unterschiedliche Positionen, andererseits veränderten sich die Positionen einzelner Mitglieder immer wieder grundlegend. Es lassen sich dennoch einige zentrale Themen und Debatten ausmachen.

### Physikalismus und Einheitswissenschaft
→ siehe auch: Studium generale

## Institut Wiener Kreis / Wiener Kreis Gesellschaft
Seit 1991 besteht in Wien das Institut Wiener Kreis, das sich der Dokumentation, Erforschung und Weiterentwicklung der Philosophie des Wiener Kreises widmet. 2011 wurde es als universitäres Institut im Rahmen der Fakultät für Philosophie und Bildungswissenschaft an der Universität Wien eingerichtet. Der weiter bestehende Verein wirkt seit 2016 als Wiener Kreis Gesellschaft in enger Zusammenarbeit mit dem universitären Institut Wiener Kreis. 2015 organisierte das Institut im Rahmen des 650-Jahre-Jubiläums der Universität Wien die international erste Ausstellung zum Wiener Kreis.

### Primärliteratur (Auswahl)
- Rudolf Carnap: Logische Syntax der Sprache. Wien: Springer Verlag, 1968 [1934].
- Rudolf Carnap: Mein Weg in die Philosophie. Stuttgart: Reclam, 1993 [1963].
- Rudolf Carnap: Der logische Aufbau der Welt. Hamburg: Felix Meiner Verlag, 1998 [1928].
- Rudolf Carnap: Scheinprobleme in der Philosophie und andere metaphysikkritische Schriften. Hamburg: Felix Meiner Verlag, 2004.
- Otto Neurath: Gesammelte philosophische und methodologische Schriften. (2 Bände) Wien: Verlag Hölder-Pichler-Tempsky, 1981.
- Otto Neurath, Rudolf Carnap und Charles Morris (Hrsg.): Foundations of the Unity of Science. Toward an International Encyclopedia of Unified Science. (2 Bände) Chicago: Chicago University Press, 1971.
- Karl Popper: Logik der Forschung. Tübingen: Mohr Siebeck, 2005 [1935].
- Moritz Schlick: Lebensweisheit. Versuch einer Glückseligkeitslehre. Fragen der Ethik. (Moritz Schlick Gesamtausgabe, Abteilung I, Band 3) Wien: Springer Verlag, 2006 [1908, 1930].
- Moritz Schlick: Die Wiener Zeit. Aufsätze, Beiträge, Rezensionen 1926-1936. (Moritz Schlick Gesamtausgabe, Abteilung I, Band 6) Wien: Springer Verlag, 2008.
- Moritz Schlick: Allgemeine Erkenntnislehre. (Moritz Schlick Gesamtausgabe, Abteilung I, Band 1) Wien: Springer Verlag, 2009 [1918/1925].
- Michael Stöltzner, Thomas Uebel (Hrsg.): Wiener Kreis. Texte zur wissenschaftlichen Weltauffassung von Rudolf Carnap, Otto Neurath, Moritz Schlick, Philipp Frank, Hans Hahn, Karl Menger, Edgar Zilsel und Gustav Bergmann. Felix Meiner Verlag, Hamburg 2006, ISBN 3-7873-1811-9
- Friedrich Stadler und Thomas Uebel (Hrsg.): Wissenschaftliche Weltauffassung. Der Wiener Kreis. Hrsg. vom Verein Ernst Mach (1929). Reprint der Erstausgabe herausgegeben vom Verein Ernst Mach, Wien 1929. Mit Übersetzungen ins Englische, Französische, Spanische und Italienische, Springer Verlag, Wien 2012.
- Ludwig Wittgenstein: Tractatus logico-philosophicus. Logisch-philosophische Abhandlung. Suhrkamp Verlag, Frankfurt am Main, 1963 [1921].

### Sekundärliteratur
- Arnswald, Ulrich, Stadler, Friedrich und Weibel, Peter (Hrsg.): Der Wiener Kreis – Aktualität in Wissenschaft, Literatur, Architektur und Kunst. Wien: LIT Verlag 2019, ISBN 978-3-643-50937-6.
- A. J. Ayer: Language, Truth and Logic. London: Victor Gollancz 1936.
- Gustav Bergmann: „Erinnerungen an den Wiener Kreis. Brief an Otto Neurath (1936)“, in: Michael Stöltzner, Thomas Uebel (Hrsg.), Wiener Kreis. Texte zur wissenschaftlichen Weltauffassung. Felix Meiner Verlag, Hamburg 2006, S. 633–654.
- Nancy Cartwright, Jordi Cat, Lola Fleck, Thomas E. Uebel: Otto Neurath. Philosophy between Science and Politics. Cambridge: Cambridge University Press, 1996.
- David Edmonds: Die Ermordung des Professor Schlick. Der Wiener Kreis und die dunklen Jahre der Philosophie. C.H. Beck, München 2021, ISBN 978-3-406-77409-6.
- Philipp Frank: Modern Science and its Philosophy. Cambridge 1949.
- Michael Friedman: Reconsidering Logical Positivism. Cambridge 1999.
- Peter Galison: “Aufbau/Bauhaus: Logical Positivism and Architectural Modernism”. Critical Inquiry 16, 709–752, 1990.
- Manfred Geier: Der Wiener Kreis. Rowohlt, Reinbek 1998, ISBN 3-499-50508-8.
- Ronald Giere, Alan Richardson (Hrsg.): Origins of Logical Empiricism. Minneapolis 1996.
- Rudolf Haller: Neopositivismus. Eine historische Einführung in die Philosophie des Wiener Kreises. Wissenschaftliche Buchgesellschaft, Darmstadt 1993, ISBN 3-534-06677-4.
- Rudolf Haller, Friedrich Stadler (Hrsg.): Wien – Berlin – Prag. Der Aufstieg der wissenschaftlichen Philosophie. Wien 1993.
- Victor Kraft: Der Wiener Kreis. Der Ursprung des Neopositivismus. 3. Auflage. Springer, Wien u. a. 1997 [1950], ISBN 3-211-82956-3 (Texte zur wissenschaftlichen Weltauffassung 1).
- Paul Kruntorad (Hrsg.): Jour fixe der Vernunft. Der Wiener Kreis und die Folgen. Hölder-Pichler-Tempsky, Wien 1991, ISBN 3-209-01221-0 (Veröffentlichungen des Instituts Wiener Kreis 1).
- Martin Lemke, Konstantin Leschke, Friederike Peters, Matthias Wunsch (Hrsg.): Der Wiener Kreis und sein philosophisches Spektrum: Beiträge zur Kulturphilosophie, Metaphysik, Philosophiegeschichte, Praktischen Philosophie und Ästhetik. J.B. Metzler 2023, ISBN 978-3-662-67688-2.
- Richard von Mises: Kleines Lehrbuch des Positivismus. Einführung in die empiristische Wissenschaftsauffassung. Mit einer Einleitung neu hrsg. von Friedrich Stadler. Suhrkamp, Frankfurt am Main 1990, ISBN 3-518-28471-1 (Suhrkamp-Taschenbuch Wissenschaft 871 Wiener Kreis-Schriften zum logischen Empirismus).
- Christoph Limbeck / Friedrich Stadler (Hrsg.): Der Wiener Kreis. Texte und Bilder einer Ausstellung. Münster-Berlin-London: LIT Verlag 2015, ISBN 978-3-643-50672-6.
- Thomas Mormann: Rudolf Carnap. München: Verlag C.H. Beck, 2000.
- Nicholas Rescher (Hrsg.): The Heritage of Logical Positivism. University Press of America 1985.
- Alan Richardson: “The Scientific World Conception. Logical Positivism”, in: T. Baldwin (Hrsg.), The Cambridge History of Philosophy, 1870–1945, 2003, 391–400.
- Alan Richardson, Thomas Uebel (Hrsg.): The Cambridge Companion to Logical Empiricism, Cambridge 2007.
- Annemarie Siegetsleitner: Ethik und Moral im Wiener Kreis. Böhlau, Wien 2014, ISBN 978-3-205-79533-9.
- Karl Sigmund: Sie nannten sich Der Wiener Kreis: Exaktes Denken am Rand des Untergangs. Springer Spektrum, 2015, ISBN 978-3-658-08534-6 (Print); ISBN 978-3-658-08535-3 (E-Book).
- Friedrich Stadler: Vom Positivismus zur „Wissenschaftlichen Weltauffassung“. Am Beispiel der Wirkungsgeschichte von Ernst Mach in Österreich von 1895-1934. Wien-München 1982.
- Friedrich Stadler: Studien zum Wiener Kreis. Ursprung, Entwicklung und Wirkung des Logischen Empirismus im Kontext. Suhrkamp, Frankfurt am Main 1997, ISBN 3-518-58207-0. 2. Auflage bei Springer, Dordrecht 2015.
- Friedrich Stadler (Hrsg.): The Vienna Circle and Logical Empiricism. Re-evaluation and Future Perspectives. Dordrecht – Boston – London, Kluwer 2003.
- Volker Thurm (Hrsg.): Wien und der Wiener Kreis. Orte einer unvollendeten Moderne. Wien 2003.
- Thomas Uebel: Vernunftkritik und Wissenschaft: Otto Neurath und der erste Wiener Kreis. Wien-New York 2000.
- Thomas Uebel: Empiricism at the Crossroads. The Vienna Circle’s Protocol-Sentence Debate. Chicago: Open Court, 2007.